# Antonio Agliardi
Antonio Agliardi, italijanski rimskokatoliški duhovnik, škof in kardinal, * 4. september 1832, Cologno al Serio, † 19. marec 1915, Rim.

## Življenjepis
22. decembra 1855 je prejel duhovniško posvečenje.
23. septembra 1884 je bil imenovan za naslovnega nadškofa palestinske Cesareje in za apostolskega delegata v Indiji; škofovsko posvečenje je prejel 12. oktobra istega leta.
9. maja 1887 je postal uradnik v Rimski kuriji in 9. maja 1889 je postal apostolski nuncij v Nemčiji; 12. junija 1893 je postal apostolski nuncij v Avstriji. Leta 1896 se je ponovno vrnil v kurijo.
22. junija 1896 je bil povzdignjen v kardinala in imenovan za kardinal-duhovnika Santi Nereo e Achilleo. 14. decembra 1899 je bil imenovan za kardinal-škofa Albana.
Leta 1908 je bil imenovan za kanclerja Apostolske kanclerije.